# James Janíček
James Janíček (30. května 1935, Chatham, Ontario, Kanada – 30. dubna 2021) byl český malíř, grafik, ilustrátor a pedagog původem z Kanady.

## Život
V letech 1954–1955 studoval na Art School of the Society of Arts and Crafts v Detroitu a v letech 1956–1961 na Akademii výtvarných umění v Praze u profesorů Vladimíra Pukla, Vladimíra Sychry a Vladimíra Silovského. Od roku 1996 působí jako vedoucí grafického ateliéru na Fakultě výtvarného umění Vysokého učení technického v Brně. Je členem Sdružení českých umělců grafiků Hollar a Českého fondu výtvarných umění.
Kromě volné a užité grafiky se zabýval známkovou tvorbou a knižními ilustracemi a obálkami (je autorem více než sto sedmdesáti obálek sešitové edice Karavana nakladatelství Albatros). Vystavoval na mnoha autorských i společných výstavách.

## Z knižních ilustrací
- Jerzy Edigey: Strážce pyramidy (1984).
- Světelná setkání (1982), antologie.
- Jules Verne: Drama v Livonsku (1977).
- Vládcové času (1988), antologie
- Nikolaj Andrejevič Vnukov: Sverre volá o pomoc (1987).
- Sergej Žemajtis: Šarlatová planeta (1990).